# Cộng hòa Zheltuga
Cộng hòa Zheltuga hay đơn giản là Zheltuga (tiếng Nga: Желтугинская республика, Zheltuginskaya Respublika; tiếng Trung: 熱爾圖加共和國, Rèěrtújiā Gònghéguó) là một nhà nước non trẻ vào thế kỷ 19 ở lưu vực sông Amur do những người khai thác vàng người Nga và người Hoa định cư bất hợp pháp lập nên. Nơi đây còn có biệt danh là "California trên sông Amur" (liên hệ với Cơn sốt vàng California). Dân số Zheltuga ở thời điểm đỉnh cao là 12.000.

## Thành lập

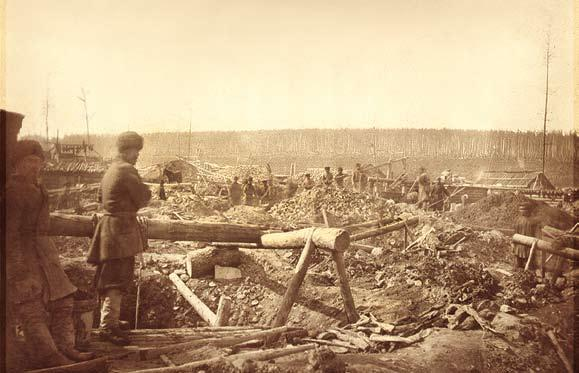
Thợ mỏ ở Zheltuga

Năm 1883, vàng được phát hiện dọc theo sông Albazikha (còn được gọi là Emur), thuộc sông Shilka, một nhánh của sông Amur. Điều này dẫn đến việc nhiều nhà thăm dò từ Trung Quốc và Nga đổ xô đến khu vực này và lập nên một khu định cư ở hữu ngạn sông Amur, bên kia là Ignashino. Có ý kiến cho rằng nơi đay được đặt tên là Zheltuga theo tên của dòng sông Shilka.:993 Bản thân Zheltuga cũng có biệt danh là Ignashinskaia Kaliforniia (do gần với Ignashino).:238
Ngay từ năm 1884, các nhà thăm dò người Nga và người Hoa đã đi theo dòng Amur từ Blagoveshchensk đến Ignashino và sau đó vượt sông sang Trung Quốc. Vào mùa đông, cuộc hành trình được thực hiện bằng chân. Hầu hết người người Hoa ở đây là cu li từ Sơn Đông. Cũng có người từ Mãn Châu, chủ yếu từ Aigun. Nơi đây cũng là một điểm nóng cho tội phạm, với nhiều tội phạm tẩu thoát từ Nerchinsk và Sakhalin gây ra tình trạng bạo lực trong khu định cư. Bên cạnh đó, Zheltuga cũng có một số lượng đáng kể những người đào ngũ từ các mỏ vàng tư nhân khác trên sông Amur, cũng như những tín đồ Chính thống giáo cũ trước cải cách của Thượng phụ Nikon từ Ngoại Baikal. Phụ nữ không được phép ở đây (ngoại trừ các thành viên gia đình của một số thợ mỏ, được phép định cư vào năm 1885), và do đó, một ngành công nghiệp tình dục đã phát triển bên kia sông.:239–41
Theo một nguồn, "International California" này bao gồm người Triều Tiên, người Oroch, người Do Thái, người Đức, người Pháp, người Ba Lan, người Mỹ, người Siberia và nhiều nhà thám hiểm khác nhau chủ yếu đến từ Mỹ và trở thành những người lãnh đạo quần chúng".:137 Một người Pháp sau khi tới đây tuyên bố rằng cộng hòa này là nơi sinh sống của những hồng hồ tử, mặc dù không có minh chứng cho việc này. Tuy nhiên, điều này không không hẳn là bất hợp lý bởi nhà Thanh coi nền cộng hòa này là bất hợp pháp.:138

## Phát triển

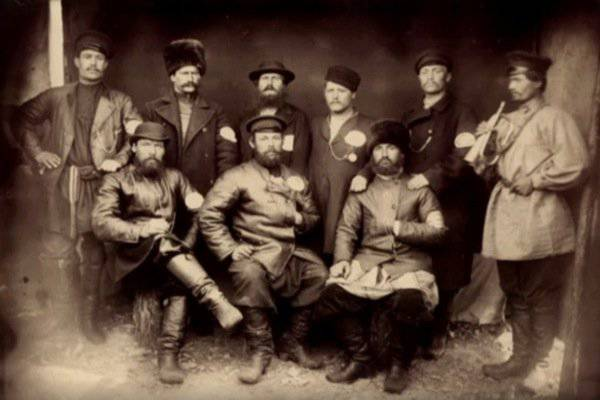
9 trong số 10 quản đốc Zheltuga

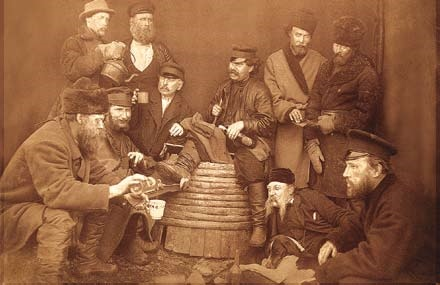
Những quản đốc của Cộng hòa Zheltuga

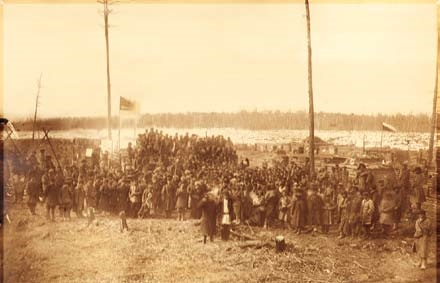
Thợ mỏ ở Zheltuga

Khi cộng đồng Zheltuga ngày cảng mở rộng, nhu cầu của nơi đây cũng vậy. Vào mùa xuân năm 1885, một nhà báo đến thăm đã đếm được mười tám khách sạn và nhiều dịch vụ giải trí như quán bida và tiệm chụp ảnh. Các thương gia (trong số đó có cả những tín đồ cũ và người Do Thái) đã cung cấp rượu cho khu định cư đồng thời vận chuyển vàng. Các doanh nghiệp ở Zheltuga nộp thuế cho một kho bạc chung, được sử dụng để duy trì nhà thờ địa phương, nhà tắm công cộng và bệnh viện, cũng như trả lương cho những người điều hành cấp cao.:241–2
Ban đầu, Zheltuga là một chốn hỗn loạn, vô chính phủ, vô tổ chức, là điểm nóng của bạo lực và trộm cướp. Các thợ mỏ sẽ đào các hố ngẫu nhiên với hy vọng tìm thấy vàng. Mối nguy hiểm rình rập về một cuộc tấn công từ nhà Thanh có nghĩa là các thợ mỏ thường xuyên phải gấp rút và tìm càng nhiều vàng càng tốt. Tuy nhiên, một điều khá rõ ràng là nhà Thanh thậm chí còn không biết về sự tồn tại của nơi đây. Khi đã rõ là nơi đây tương đối an toàn trước sự tấn công của Trung Quốc, các nhà lãnh đạo của Zheltuga quyết định giữ gìn sự ổn định cho cộng đồng. Họ đã tạo ra 1 lá cờ đen và vàng, tượng trưng cho đất và vàng và thiết lập một bộ luật gồm hai mươi điều, chủ yếu tập trung vào việc thực thi hình phạt. Một tòa án cũng như cơ quan thực thi pháp luật được thành lập. Các đạo luật này được thực thi nghiêm ngặt từ khi ban hành cho đến khi an ninh trật tự được lập lại trong khu dân cư.
Các quyết định quan trọng trong cộng đồng được quyết định trong cuộc họp của các thợ mỏ được gọi là Orlinoe poe, họp tại 1 quảng trường trung tâm là Orlovo pole. Tuyến phố chính trong khu định cư được đặt tên Millionaia. Luôn có mười quản đốc chủ chốt của Zheltuga, được bầu từ các khu vực bầu cử. Zheltuga có năm khu (bốn khu người Nga, một khu người Hoa), mỗi khu do hai người quản đốc đại diện. Cộng đồng cũng bầu một tổng thống lên làm người đứng đầu, với tổng thống đầu tiên là "Adolf Karlovich Fass", sau này ông bị bắt vào tháng 3 năm 1885 tại Ignashino. Sau Fassi, quyền lãnh đạo được chuyển cho một nhân viên điện báo có tên Sakharov. Một trong những nhà lãnh đạo cuối cùng của Zheltuga là một luật sư tên là Pavel P. Prokunin, một người có thể thuộc gia tộc Golitsyn. Sau khi bị mất chức, Prokunin đã kể về Zheltuga cho một nhà sử học địa phương ở Blagoveshchensk.:242–5 Tổng thống nước Cộng hòa nhận được 400 rúp mỗi tháng, còn 10 quản đốc nhận được 200 rúp.:141
Những hình phạt ở trong Zheltuga rất nghiêm khắc - một số được thực hiện bằng ternovnik, một loại roi có gai. Những kẻ cướp sẽ bị phạt 500 ternovnik, những người kê gian và những người bị cáo buộc phạm phải "tệ nạn và tội ác không tự nhiên", những người mang vũ khí trong khi say rượu, những người làm vàng giả và những người bắn súng không có thiện ý sẽ bị phạt 500 roi bình thường. Những người đưa phụ nữ vào Zheltuga mà không được phép bị đánh 400 lần bằng gậy. Những người dùng công cụ lao động làm vật tín bị phạt 300 đòn bằng gậy, và những người gây ồn ào vào ban đêm bị phạt  200 gậy.:141

## Thời kỳ đỉnh cao

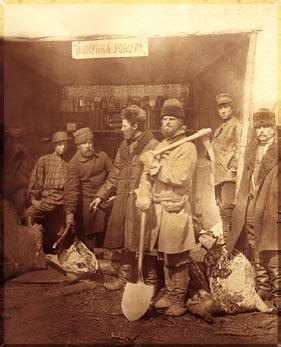
Thợ mỏ ở Cộng hòa Zheltuga

Sự phát triển của cộng đồng đa sắc tộc ở Zheltuga dẫn đến nhu cầu giao tiếp hiệu quả. Do đó, ngôn ngữ Kyakhta pidgin (kết hợp giữa tiếng Nga và tiếng Trung) được sử dụng trong Cộng hòa Zheltuga. Tuy nhiên, do dân số chủ yếu là người Nga, tiếng Nga là ngôn ngữ chính thức. Cư dân Zheltuga cũng sử dụng các kí hiệu khác nhau để giao tiếp khi có rào cản ngôn ngữ.:137
Dân số Zheltuga có thể được chia thành nhiều nhóm nghề nghiệp khách nhau. Phần lớn dân số là priiskateli (thợ mỏ) và khishchniki/khitniki ("kẻ cướp bóc"). Nhóm chính thứ hai là spiritonosy (người chuyển rượu), bán vodka cho thợ mỏ. Do các thợ mỏ say rượu thường đánh nhau, việc uống rượu bị cấm trong vòng 50 verst từ hố đào (sau này giảm xuống còn 25). Hình phạt phổ biến cho hành vi say xỉn là 100 roi, và các thương nhân nói chung không được phép bán rượu, dẫn đến việc sử dụng cách bất chính. Cụ thể, một số spiritonosy sẽ mua đất gần mỏ và cải trang người của họ thành thợ mỏ. Những người này sẽ bí mật buôn rượu vodka pha loãng để lấy vàng. Nhóm chính thứ ba là torgovtsy (thương gia). Thương gia được chia thành các thương gia tạm thời và cố định. Trong thời kỳ hoàng kim của Cộng hòa Zheltuga có khoảng 300 thương gia cố định. Hầu hết torgovtsy là người Molokan hoặc người Do Thái. Người dân Zheltuga cũng giao dịch với Cossack trong những ngày đầu của nên cộng hòa.:137–8
Zheltuga phát triển nhanh đến nỗi chỉ trong vòng vài năm sau khi thành lập, nơi đây đã có 1 nhà hát, 2 dàn nhạc, 1 sở thú và 1 đoàn diễn xiếc. 1 sòng bạc Chita cũng được thành lập, được người dân địa phương đặt biệt danh là Monte Carlo. Ở thời kỳ đỉnh cao, người ta có thể mất tới 4.000 rúp tại một bàn. Khắp nơi ở Zheltuga, các khách sạn chất lượng cao mọc lên, với những cái tên như "Trung Quốc mới", "Nga", "Marseille" và "California", được cho là không thua kém các khách sạn ở châu Âu.:242 Bệnh viện địa phương, hoạt động bằng tiền thu thuế, chữa bệnh miễn phí và cung cấp ba bữa ăn miễn phí mỗi ngày cho bệnh nhân. Hầu hết các bệnh nhân nhập viện đều bị sốt phát ban và scorbut.:138–9

## Suy thoái
Xuyên suốt thời gian đầu tồn tại, các quan chức nhà Thanh không hề biết về sự tồn tại của Cộng hòa Zheltuga. Phải đến gần một năm sau, các nhà chức trách Trung Quốc mới biết về nơi này. Người Nga, dù biết về Zheltuga, đã từ chối thừa nhận sự tồn tại của nơi đây. Khi thông tin về Zheltuga đến tai amban ở Aigun, ông đã liên tục kiến nghị Nam tước Andrey Korf của Priamur trục xuất những người này, nhưng Korff liên tục bỏ qua. Sau đó, Từ Hi Thái hậu đã đích thân gửi một bức thư cho Sa hoàng Nga, Aleksandr III, để phản đối. Nga đã cử Cossack đến Zheltuga để cảnh báo về một cuộc tấn công từ nhà Thanh cũng như chặn đường không cho sang bên kia sông thuộc Trung Quốc.:246
Trong suốt năm 1885, lực lượng Trung Quốc bắt đầu trở nên tích cực xung quanh khu vực Zheltuga. Vào tháng 7 năm 1885, Nga chính thức kêu gọi trao trả tất cả các thần dân Nga quay về lãnh thổ Nga.:246 Vào ngày 18 tháng 8 năm 1885, một quan chức nhà Thanh cùng với 60 binh lính đã đến Zheltuga, yêu cầu sơ tán trong vòng tám ngày. Người Hoa quay trở lại sau thời hạn trên và thấy Zheltuga gần như trống rỗng. Tuy nhiên, những người định cư chỉ đơn giản là trốn đi gần đó, rồi sau đó quay trở lại. Vào tháng 1 năm 1886, nhà Thanh lại cử một đội gồm 1.600 binh sĩ lệnh san bằng Zheltuga, trục xuất người Nga và hành quyết bất kỳ người Hoa nào. Quyết định cho phép những người định cư Nga hồi quốc là giữ gìn mối quan hệ với Nga. Kết quả là Zheltuga bị thiêu rụi. Những người Nga sống sót, hầu hết đã chuyển đến các vùng khác nhau của đất nước và cố gắng tái tạo Zheltuga, nhưng không thành công. Những người Hoa sống sót chạy sang tả ngạn sông Amur và bắt đầu khai thác vàng, mặc dù ít thành công hơn.:135 Thành phố Mạc Hà sau này được thành lập gần Zheltuga, với mỏ vàng chính thức mở cửa 1 năm sau.:994 Sau khi Cộng hòa Zheltuga sụp đổ, đã có "những nỗ lực xuyên quốc gia" tương tự của các thợ mỏ người Hoa trên lãnh thổ Nga.